# Chouppes
Chouppes est une commune du Centre-Ouest de la France, située dans le département de la Vienne en région Nouvelle-Aquitaine.
Ses habitants sont appelés les Chouppois.

## Géographie

### Climat
Pour des articles plus généraux, voir Climat de la Nouvelle-Aquitaine et Climat de la Vienne.
Historiquement, la commune est exposée à un climat océanique du nord-ouest.  
En 2020, Météo-France publie une typologie des climats de la France métropolitaine dans laquelle la commune est exposée à un climat océanique altéré et est dans la région climatique  Poitou-Charentes, caractérisée par un bon ensoleillement, particulièrement en été et des vents modérés.
Pour la période 1971-2000, la température annuelle moyenne est de 11,8 °C, avec une amplitude thermique annuelle de 15 °C. Le cumul annuel moyen de précipitations est de 686 mm, avec 11,2 jours de précipitations en janvier et 6,5 jours en juillet. Pour la période 1991-2020, la température moyenne annuelle observée sur la station météorologique la plus proche, située sur la commune de Martaizé à 14,08 km à vol d'oiseau, est de 0,0 °C et le cumul annuel moyen de précipitations est de 0,0 mm,. Pour l'avenir, les paramètres climatiques de la commune estimés pour 2050 selon différents scénarios d’émission de gaz à effet de serre sont consultables sur un site dédié publié par Météo-France en novembre 2022.

### Communes limitrophes
|                      | Verrue (en un quadripoint) Coussay | Doussay   |
| Saint-Jean-de-Sauves | Chouppes                           | Thurageau |
| Mazeuil Cuhon        | Amberre                            | Mirebeau  |

## Urbanisme

### Typologie
Au 1er janvier 2024, Chouppes est catégorisée commune rurale à habitat très dispersé, selon la nouvelle grille communale de densité à sept niveaux définie par l'Insee en 2022.
Elle est située hors unité urbaine et hors attraction des villes,.

### Occupation des sols
L'occupation des sols de la commune, telle qu'elle ressort de la base de données européenne d’occupation biophysique des sols Corine Land Cover (CLC), est marquée par l'importance des territoires agricoles (94,5 % en 2018), une proportion sensiblement équivalente à celle de 1990 (94,6 %). La répartition détaillée en 2018 est la suivante : 
terres arables (66,6 %), zones agricoles hétérogènes (26,8 %), forêts (4,8 %), prairies (1,1 %), zones urbanisées (0,7 %). L'évolution de l’occupation des sols de la commune et de ses infrastructures peut être observée sur les différentes représentations cartographiques du territoire : la carte de Cassini (XVIIIe siècle), la carte d'état-major (1820-1866) et les cartes ou photos aériennes de l'IGN pour la période actuelle (1950 à aujourd'hui).

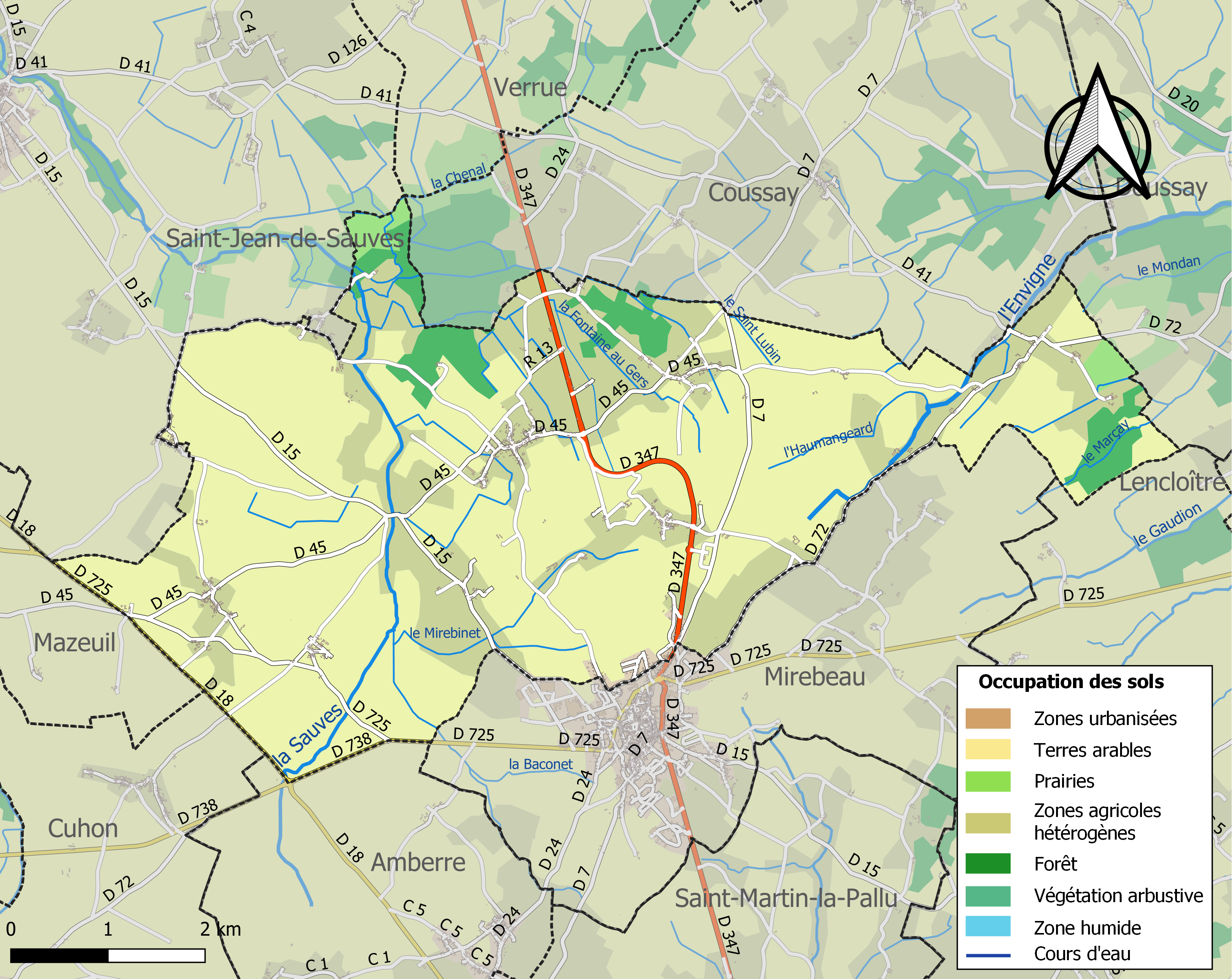
Carte des infrastructures et de l'occupation des sols de la commune en 2018 (CLC).

### Risques majeurs
Le territoire de la commune de Chouppes est vulnérable à différents aléas naturels : météorologiques (tempête, orage, neige, grand froid, canicule ou sécheresse), inondations, mouvements de terrains et séisme (sismicité modérée). Il est également exposé à un risque technologique,  le transport de matières dangereuses. Un site publié par le BRGM permet d'évaluer simplement et rapidement les risques d'un bien localisé soit par son adresse soit par le numéro de sa parcelle.

#### Risques naturels
Certaines parties du territoire communal sont susceptibles d’être affectées par le risque d’inondation par débordement de cours d'eau, notamment l'Envigne et la Sauves. La commune a été reconnue en état de catastrophe naturelle au titre des dommages causés par les inondations et coulées de boue survenues en 1982, 1999, 2010 et 2013,.

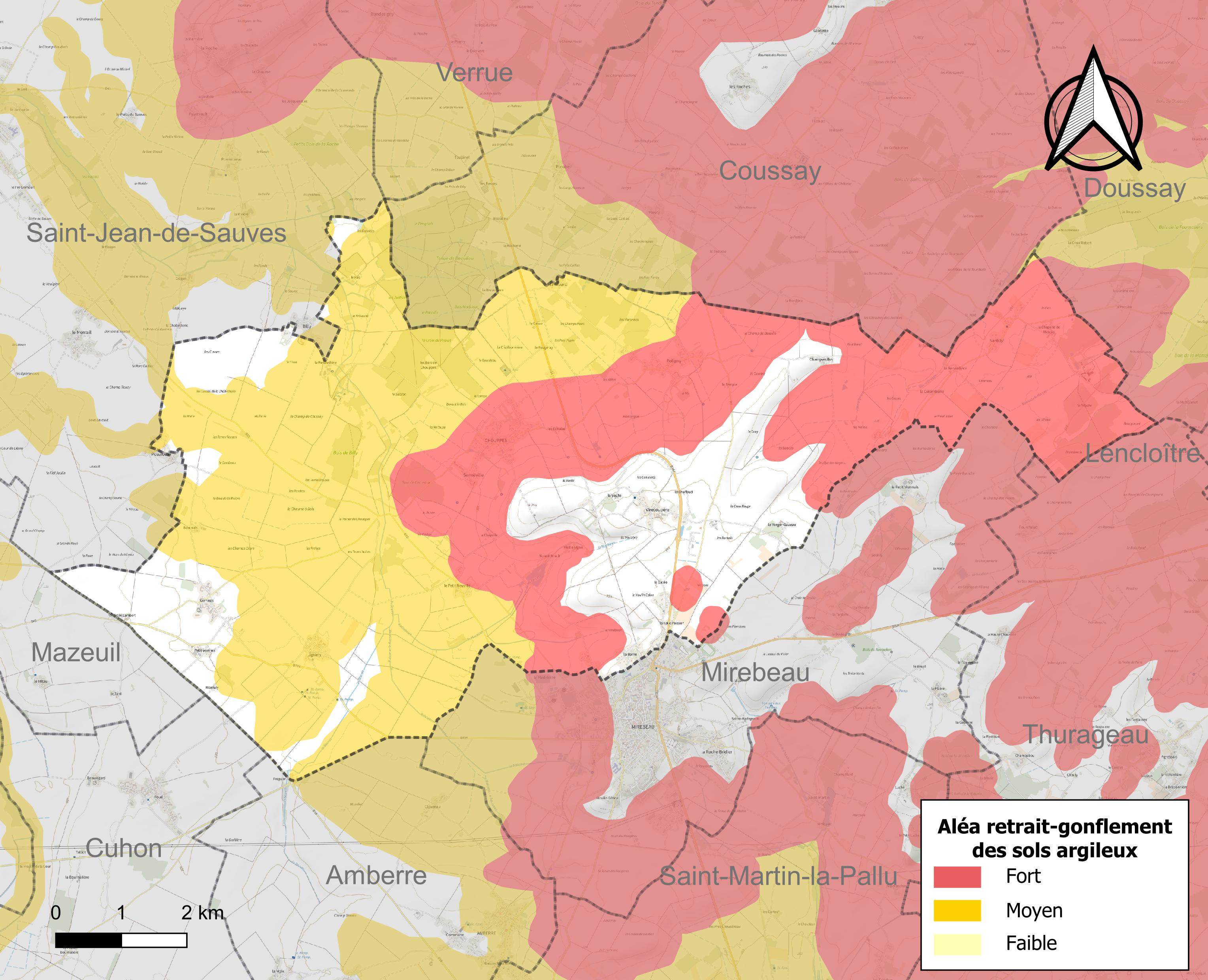
Carte des zones d'aléa retrait-gonflement des sols argileux de Chouppes.

Les mouvements de terrains susceptibles de se produire sur la commune sont des affaissements et effondrements liés aux cavités souterraines (hors mines) et des tassements différentiels. Afin de mieux appréhender le risque d’affaissement de terrain, un inventaire national permet de localiser les éventuelles cavités souterraines sur la commune. Le retrait-gonflement des sols argileux est susceptible d'engendrer des dommages importants aux bâtiments en cas d’alternance de périodes de sécheresse et de pluie. 76,5 % de la superficie communale est en aléa moyen ou fort (79,5 % au niveau départemental et 48,5 % au niveau national). Depuis le 1er octobre 2020, en application de la loi ÉLAN, différentes contraintes s'imposent aux vendeurs, maîtres d'ouvrages ou constructeurs de biens situés dans une zone classée en aléa moyen ou fort,.
La commune a été reconnue en état de catastrophe naturelle au titre des dommages causés par la sécheresse en 2003 et 2005 et par des mouvements de terrain en 1999 et 2010.

## Toponymie
Le nom de la localité est attesté sous les formes [Petrus de] Chaoppa vers 1120, Caopia en 1236.
Chouppes est peut-être issu de Catuoppus + -a. Catuoppus est un composé anthroponymique gaulois basé sur les éléments catu « combat, bataille » (vieil irlandais cat, vieux breton cat) et -ops « œil », dont le composé exops « sans œil » a été calqué dans le bas latin de Gaule *aboculus qui a donné aveugle. Ce nom de personne composé Catuoppus signifie « œil du combat », il est suivi d'une terminaison -a, d'où le sens global de « lieu de Catuoppus ».

## Histoire
La seigneurie de Chouppes appartenait à la famille de Chouppe dont un des plus anciens membres connus est Ganelon de Chouppes (Ganelo de Caopa), cité en 1052 comme témoin de la fondation du prieuré de Saint-André faite par Barthélemy de Faye, archevêque de Tours. Guillaume de Chouppes est seigneur de Chouppes en 1281. La famille de Chouppes a fourni sous Henri IV, Louis XIII et Louis XIV deux hommes remarquables, en particulier Aymar marquis de Chouppes (1612-1677), lieutenant général des armées du roi, protégé de Richelieu, qui a écrit des mémoires. La famille des seigneurs de Chouppes s'est éteinte avec la mort à Poitiers de François-Charles de Chouppes, en 1813, frère de Jean Charles René de Chouppes, marquis de Chouppes, mort en 1802, qui avait eu deux fils. Le premier, Jean René de Chouppes, a été un chef chouan, mort en 1793. Le second, Charles François Marie, dit le chevalier de Chouppes, a émigré et fait partie de l'armée de Condé, et est mort de maladie en 1792.
Chouppes et Poligny accueillent favorablement les avancées de la Révolution française. Elles plantent ainsi leur arbre de la liberté, comme symbole communal de la Révolution. Il devient le lieu de ralliement de toutes les fêtes et des principaux événements révolutionnaires, comme le brûlement des titres féodaux à Poligny le 17 novembre 1793 ou la célébration de la reprise de Toulon aux Anglais le 19 janvier 1794.
La commune voisine de Poligny est rattachée à Chouppes en 1848.
Un autre arbre de la liberté est planté en 1948, pour célébrer le centenaire de la Révolution française de 1848.

## Politique et administration

### Liste des maires
| Période                                  | Période                       | Identité       | Étiquette | Qualité                                                                                     |
| ---------------------------------------- | ----------------------------- | -------------- | --------- | ------------------------------------------------------------------------------------------- |
| Les données manquantes sont à compléter. |                               |                |           |                                                                                             |
| mars 2001                                | mars 2008                     | Joëlle Poisson |           |                                                                                             |
| mars 2008                                | En cours (au 15 juillet 2020) | Benoit Prinçay | LR        | Cultivateur céréalier, Conseiller départemental Président de la CC du Haut-Poitou (2020 → ) |

### Instances judiciaires et administratives
La commune relève du tribunal d'instance de Poitiers, du tribunal de grande instance de Poitiers, de la cour d'appel  Poitiers, du tribunal pour enfants de Poitiers, du conseil de prud'hommes de Poitiers, du tribunal de commerce de Poitiers, du tribunal administratif de Poitiers et de la cour administrative d'appel  de  Bordeaux, du tribunal des pensions de Poitiers, du tribunal des affaires de la Sécurité sociale de la Vienne, de la cour d’assises de la Vienne.

## Démographie
L'évolution du nombre d'habitants est connue à travers les recensements de la population effectués dans la commune depuis 1793. Pour les communes de moins de 10 000 habitants, une enquête de recensement portant sur toute la population est réalisée tous les cinq ans, les populations de référence des années intermédiaires étant quant à elles estimées par interpolation ou extrapolation. Pour la commune, le premier recensement exhaustif entrant dans le cadre du nouveau dispositif a été réalisé en 2006.

En 2022, la commune comptait 801 habitants, en évolution de +6,8 % par rapport à 2016 (Vienne : +0,6 %, France hors Mayotte : +2,11 %).
| 1793 | 1800 | 1806 | 1821 | 1831 | 1836 | 1841 | 1846 | 1851 |
| ---- | ---- | ---- | ---- | ---- | ---- | ---- | ---- | ---- |
| 443  | 513  | 458  | 406  | 514  | 535  | 537  | 559  | 776  |

| 1856 | 1861 | 1866 | 1872 | 1876 | 1881 | 1886 | 1891 | 1896 |
| ---- | ---- | ---- | ---- | ---- | ---- | ---- | ---- | ---- |
| 836  | 838  | 849  | 839  | 878  | 837  | 866  | 920  | 930  |

| 1901 | 1906 | 1911 | 1921 | 1926 | 1931 | 1936 | 1946 | 1954 |
| ---- | ---- | ---- | ---- | ---- | ---- | ---- | ---- | ---- |
| 956  | 944  | 890  | 842  | 865  | 867  | 819  | 811  | 831  |

| 1962 | 1968 | 1975 | 1982 | 1990 | 1999 | 2006 | 2011 | 2016 |
| ---- | ---- | ---- | ---- | ---- | ---- | ---- | ---- | ---- |
| 749  | 634  | 574  | 674  | 740  | 693  | 727  | 755  | 750  |

| 2021 | 2022 | - | - | - | - | - | - | - |
| ---- | ---- | - | - | - | - | - | - | - |
| 783  | 801  | - | - | - | - | - | - | - |

En 2008, la densité de population de la commune était de 23 hab./km2, 61 hab./km2 pour le département, 68 hab./km2 pour la région Poitou-Charentes et 115 hab./km2 pour la France.

## Économie
Selon la direction régionale de l'Alimentation, de l'Agriculture et de la Forêt de Poitou-Charentes, il n'y a plus que 44 exploitations agricoles en 2010 contre 69 en 2000.
Les surfaces agricoles utilisées ont augmenté de 10 % et sont passées de 2 726 hectares en 2000 à 2 999 hectares en 2010. Ces chiffres indiquent une concentration des terres sur un nombre plus faible d’exploitations. Cette tendance est conforme à l’évolution constatée sur tout le département de la Vienne puisque de 2000 à 2007, chaque exploitation a gagné en moyenne 20 hectares[réf. nécessaire].
57 % des surfaces agricoles sont destinées à la culture des céréales (blé tendre essentiellement mais aussi orges et maïs), 26 % pour les oléagineux (colza et tournesol), 6 % pour le fourrage et 2 % reste en herbes.
 En 2010, 23 hectares (22 en 2000) sont consacrés à la vigne pour la production des Haut-Poitou AOC. Le vignoble est géré par neuf exploitations en 2010 contre 23 en 2000.
Quatre exploitations en 2010 (contre dix en 2000) abritent un élevage de bovins (195 têtes en 2010 contre 575 en 2000). Cinq exploitations en 2010 (contre huit en 2000) abritent un élevage d'ovins (242 têtes en 2010 contre 199 têtes en 2000). L'élevage de volailles a disparu en 2010 (4 873 têtes sur 35 fermes en 2000).

## Culture locale et patrimoine

### Lieux et monuments
- L'église Saint-Saturnin est inscrite au titre des monuments historiques depuis 1925[35]. L'église est construite en tuffeau. Elle date des XIe, XIIe et XVe siècles. Elle est majoritairement en style roman. Elle a gardé une nef très sobre qui pourrait dater du XIe siècle. Le chœur est assez long et est terminé par une abside voutée en cul-de-four. Elle date du XIIe siècle. Les deux chapelles sont de style gothique. À l'intérieur, l'édifice se caractérise par sa sculpture romane. Un chapiteau représente un homme qui transperce de ses épées les croupes de deux lions qui l'encadrent. Un autre chapiteau représente la pesée des âmes. Il est situé dans la travée sous le clocher. Il obéit à l'iconographie traditionnelle : saint Michel s'efforce de faire pencher la balance de son côté tandis que des diables, à l'opposé, tentent de faire de même. Quelques personnages nus évoquent des ressuscités. L'église abrite une statue acéphale du XIIe siècle qui pourrait représenter saint Saturnin (saint Sernin), évêque de Toulouse. Un tableau du XVIIe siècle représente l'Assomption de Marie. Il est de style caravagiste. L'autel en bois et marbre polychrome est daté des années 1860.
- Le château de Marçay est inscrit au titre des monuments historiques depuis 1925 ainsi que la chapelle[36], le cimetière et ses tombes[37].

### Patrimoine naturel
- Les plaines du Mirebalais et du Neuvillois sont classées comme zones naturelles d'intérêt écologique, faunistique et floristique (ZNIEFF)[38]

### Héraldique
| Blason de Chouppes | Blason  | D'azur à trois croisettes d'argent. DeviseIn hoc signe vinces                                                           |
| Blason de Chouppes | Détails | Le blason de la ville de Chouppes est celui de la famille de Chouppes. Le statut officiel du blason reste à déterminer. |